# Cratichneumon paraparatus
Cratichneumon paraparatus är en stekelart som beskrevs av Heinrich 1962. Cratichneumon paraparatus ingår i släktet Cratichneumon och familjen brokparasitsteklar. Inga underarter finns listade i Catalogue of Life.